# Жабенець (Пясечинський повіт)
Жабенець (пол. Żabieniec) — село в Польщі, у гміні Пясечно Пясечинського повіту Мазовецького воєводства. Населення — 1196 осіб (2011).
У 1975—1998 роках село належало до Варшавського воєводства.

## Демографія
Демографічна структура станом на 31 березня 2011 року:
|          | Загалом | Допрацездатний вік | Працездатний вік | Постпрацездатний вік |
| -------- | ------- | ------------------ | ---------------- | -------------------- |
| Чоловіки | 541     | 94                 | 391              | 56                   |
| Жінки    | 655     | 124                | 386              | 145                  |
| Разом    | 1196    | 218                | 777              | 201                  |